# 刘宜伦
刘宜伦（1913年5月11日—2009年11月22日），男，福州长乐人，中国电信网络理论家、教育家。重庆邮电学院院长。第三届全国人大代表，第五、六、七届全国政协委员。

## 生平
1913年5月11日出生于福建省长乐县潭头镇一普通家庭。7岁转入长乐县金峰镇庐峰小学读高小。1926年考入英华中学，第二年转入设有奖学金制度的马尾海军艺术学校。1930年考入南京海军雷电学校无线电工程班学习，1932年毕业后任上海海军电台报务员、抚宁号军舰报务员。1933年冬，因成绩突出，被选派至美国留学深造，先在普渡大学电机工程系插班学习，1936年毕业并获得电机工程学士学位，1937年获电机工程硕士学位。1938年取得哈佛大学工程研究院通信工程硕士学位。
1938年回国后，先后在湖南常德海军水雷制造所和恩施湖北省建设厅工作。1941年受聘为重庆大学教授，1948年至1949年兼任该校电机系主任。还曾兼任西南邮电管理局计划室主任、无线电处处长。1952年任重庆电信局副局长。1955年被调至北京邮电学院，任教授兼教务处处长，后兼任院长助理。1963年调至重庆邮电学院，任副院长。1964年，当选为湖南省第三届全国人大代表。1978年至1979年，邮电部第九研究所副所长兼总工程师，主持并参加数字通信设备的研制工作。1982年2月至1983年5月任重庆邮电学院恢复后第一任院长。1983年任顾问，同年加入九三学社。1990年获首批国务院政府特殊津贴，1991年离休。享受正厅局级待遇。
获1978年全国科学大会重大成果奖和1981年四川省和重庆市科学技术优异成绩奖。曾任中国通信学会第三届理事、四川省通信学会顾问、重庆市科协副主席、重庆市通信学会名誉理事长、重庆市高等教育工作者协会及重庆市老教授协会副理事长等职。
2009年11月22日9时40分在安徽省逝世，享年96岁。遗体告别仪式于11月24日在马鞍山市举行。

## 出版物
- 《航用无线电》，1945年，中华出版社；
- 《网络综合理论》，1962年，人民邮电出版社。